# Multicriteria-analyse
Multicriteria-analyse (MCA) is een wetenschappelijke evaluatiemethode om tussen diverse discrete alternatieven een rationele keuze te maken op basis van meer dan één onderscheidingscriterium. Bijvoorbeeld: met MCA kunnen scores op economische, ecologische en sociale criteria bij elkaar worden opgeteld, om alternatieve trajecten voor een nieuwe weg te rangschikken. De doelen van een MCA zijn het ordenen van gegevens, het transparant maken van beslissingsprocessen en het ondersteunen van beslissers.
MCA wordt zowel bij de overheid als bij de private sector aangewend voor het rationaliseren van keuzes op diverse vlakken. De methode lijkt op Maatschappelijke kosten-batenanalyse (MKBA), maar bij MCA hoeven niet alle criteria te worden uitgedrukt in monetaire eenheden.

## Probleemanalyse
De eerste stap in MCA is probleemanalyse. In deze stap worden de criteria geordend in groepen, worden de schalen van de criteria vastgesteld (bijvoorbeeld €, ratio, ordinaal, --/++, nominaal) en de scores per criterium voor alle alternatieven beschreven in een effectentabel. De effectentabel geeft een overzicht van alle sterke en zwakke punten van elk alternatief en laat soms ook zien dat een bepaald alternatief inefficiënt is, dat wil zeggen slechter scoort op elk criterium dan een ander alternatief.

Voorbeeld van een effectentabel voor een fictief uitstapje van Amsterdam naar Parijs met de alternatieven auto, bus, hogesnelheidstrein (HST) en vliegtuig.
|          | K/B | Eenheid           | Auto | Bus | HST | Vliegtuig |
| -------- | --- | ----------------- | ---- | --- | --- | --------- |
| Comfort  |     | --/++             | ++   | -   | ++  | -         |
| Kosten   | K   | €                 | 125  | 50  | 130 | 160       |
| Milieu   | K   | MJ Energiegebruik | 1000 | 300 | 750 | 3200      |
| Privacy  |     | --/++             | ++   | -   | +   | -         |
| Reistijd | K   | Uur               | 5,8  | 7,0 | 4,4 | 3,2       |

## Standaardisatie

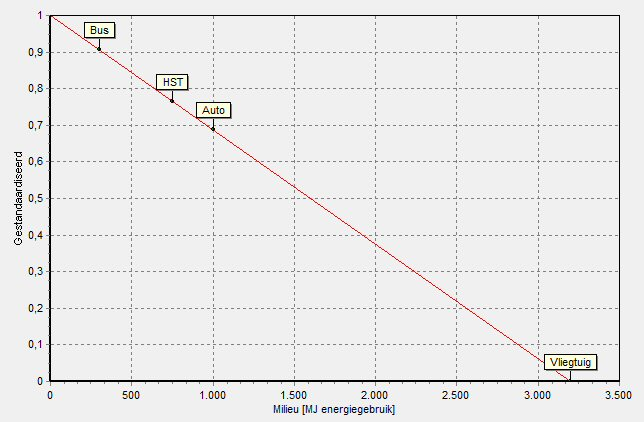
Maximumstandaardisatie van de alternatieven bij het criterium Milieu. De analyse is gedaan met Bosda.

In de meestgebruikte MCA-methode, gewogen sommering, is de tweede stap standaardisatie. Hier worden alle criteria op een nieuwe schaal afgebeeld, die tussen 0 en 1 loopt. Gewoonlijk wordt gekozen voor een lineaire standaardisatiefunctie die tussen de laagste en de hoogste score loopt (intervalstandaardisatie) of wordt gestandaardiseerd op de hoogste score (maximumstandaardisatie, zie nevenstaande grafiek). Bij MCA geldt dat zowel bij kostencriteria als bij batencriteria de beste score de hoogste waarde krijgt. In onderstaande tabel is dat te zien: het vliegtuig krijgt de hoogste score voor het criterium reistijd en de laagste voor milieu.

Maximum gestandaardiseerde effectentabel voor bovenstaande effectentabel.
|          | Auto | Bus  | HST  | Vliegtuig |
| -------- | ---- | ---- | ---- | --------- |
| Comfort  | 1,00 | 0,25 | 1,00 | 0,25      |
| Kosten   | 0,22 | 0,69 | 0,19 | 0,00      |
| Milieu   | 0,69 | 0,91 | 0,77 | 0,00      |
| Privacy  | 1,00 | 0,25 | 0,75 | 0,25      |
| Reistijd | 0,17 | 0,00 | 0,37 | 0,54      |

## Weging
De derde stap bij gewogen sommering is weging. Meestal gebeurt de weging door een groep experts op het onderwerp dat wordt onderzocht, of door degenen die uiteindelijk een beslissing moeten maken. Zij doen dat meestal door paarsgewijze vergelijking van elk criterium. Het gaat daarbij om de uitruil ((en)  trade-offs) tussen de gestandaardiseerde scores op paren criteria. De expert wordt bijvoorbeeld de vraag gesteld welke toename van een brandstofprijs gerechtvaardigd is voor een bepaalde emissieafname. Zo worden alle criteria paarsgewijs vergeleken - zodoende ontstaat ook een controle op de consistentie van de antwoorden.

## Rangschikking

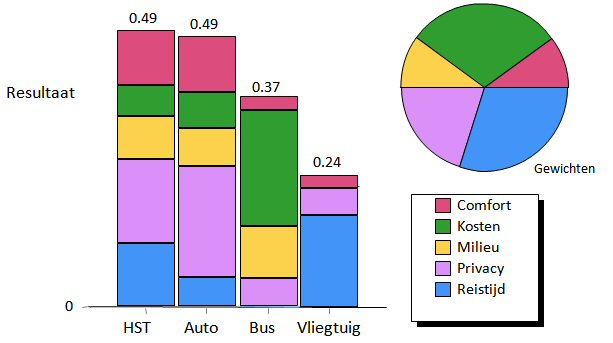
De rangschikking van de alternatieven in bovenstaande effectentabel. De cirkel geeft de gewichten weer. In dit voorbeeld zijn de HST en de auto de geschiktste alternatieven. De analyse is gedaan met Bosda.

De laatste stap in gewogen sommering is de rangschikking. De gewichten worden vermenigvuldigd met de gestandaardiseerde scores en daarna opgeteld. Het alternatief met de hoogste score wordt nummer 1 in de rangschikking, dat met de op een na hoogste score nummer 2, enzovoort. Gespecialiseerde MCA-software kan ook een onzekerheids- en gevoeligheidsanalyse uitvoeren. Beslissers moeten dan beoordelen of nummer 1 ook het beste alternatief is, op basis van deze analyses en eventuele criteria die niet werden meegenomen in de MCA.

## Voetnoot
1. 1 2 3  Janssen, Ron; Herwijnen, Marjan van & Beinat, Euro (2003). DEFINITE 3.0 Getting started manual, Instituut voor Milieuvraagstukken, Report number R-03/04.